# Pierre aux Fées (Villers-Saint-Sépulcre)
Pour les articles homonymes, voir Pierre-aux-Fées.
La Pierre aux Fées est une allée couverte située sur la commune de Villers-Saint-Sépulcre dans le département de l'Oise en France.

## Historique
L'édifice a été fouillé en 1763 par M. de Marolles, seigneur de Hez : on y aurait trouvé quatre à cinq squelettes et un mobilier funéraire composé de haches polies et une hache-pendeloque perforée en jadéite, ce mobilier est désormais perdu. De nouvelles fouilles expéditives y sont réalisées en 1854. Le premier relevé connu est réalisé par E. Hue en 1909. L'édifice est classé au titre des monuments historiques par la liste de 1889.

Schéma d'architecture

## Description
L'allée couverte est semi-enterrée. Elle ouvre au nord-nord-est. Elle mesure environ 10 m de longeur. Elle est composée d'un vestibule et d'une chambre funéraire qui sont séparés par une dalle transversale percée d'un trou circulaire d'environ 50 à 0,61 cm de diamètre. La chambre mesure 8 m de longueur sur 1,52 m de large et le vestibule 1,90 m de long. Elle est délimitée par six orthostates côté gauche et cinq côté droit. Elle a conservé trois dalles de couverture les autres ont été enlevées en 1701. Le sol était probablement dallé.
Un autre dolmen, désormais détruit, existait à peu de distance.